# Рагби 15 репрезентација Украјине
Рагби јунион репрезентација Украјине је рагби јунион тим који представља Украјину у овом екипном спорту. Украјина је редовни учесник такмичења старог континента које се зове Куп европских нација. Први меч у историји Украјинци су изгубили од Грузије 1991. Највећу историјску победу остварили су 1994. када су били бољи од Аустрије, резултат је био 78-0. Украјина никада није успела да се пласира на Светско првенство у рагбију. Дрес Украјине је плаве и жуте боје, а капитен репрезентације је Микола Кирсанов.

## Тренутни састав
Олег Шефченко
Џаба Малагурадзе
Руслан Радчук
Јури Пидгањак
Димитри Федишин
Андреј Дремов
Метју Ваксмунски
Александр Ломакин
Вјачеслав Красикник
Олег Витвиненко
Денис Милов
Микола Кирсанов - капитен
Сергеј Монастиров
Артијом Кулик
Максим Кравченко
Денис Масиуков
Тарас Марченко
Олег Косариев
Николај Делиергуев